# Tratado de La Haya (1661)
El tratado de la Haya de 1661, firmado entre las Provincias Unidas de los Países Bajos y el reino de Portugal, significó el fin de la guerra luso-holandesa que ambas potencias mantenían desde finales del siglo anterior.  Las posesiones neerlandesas en Brasil fueron restituidas a Portugal a cambio de una indemnización. 

## Contexto
Desde finales del siglo XVI se libraba entre las Provincias Unidas de los Países Bajos y  Portugal la guerra luso-holandesa.  Los intereses económicos de las Provincias Unidas, embarcadas en la guerra de Flandes contra España, llevaron a su flota a emprender una serie de expediciones comerciales (con un fuerte componente militar) contra las colonias portuguesas en la costa de África, de América y el Pacífico Sur, atraídos por la fuente de riqueza que suponía el comercio de los productos coloniales (azúcar, tabaco, palo brasil, especias...). 
En 1641 se firmó una tregua provisional con la nación holandesa mediante el tratado de La Haya de 1641, que en la práctica no tendría ninguna aplicación en los territorios fuera de Europa. El 28 de enero de 1654 las fuerzas portuguesas consiguieron la expulsión de los holandeses de la costa del Brasil al tomar Recife, mientras en el Pacífico Sur estos mantenían una fuerte presencia.

## El tratado
El tratado fue firmado en la ciudad holandesa de La Haya el 6 de agosto de 1661 por el conde de Miranda, embajador del rey Alfonso VI de Portugal y los representantes de los Estados Generales de los Países Bajos, entre los que se encontraba Johan de Witt y Cornelis de Graeff, con la intermediación de Inglaterra.  Las cláusulas del acuerdo incluían:
- Portugal pagaría a las Provincias Unidas 4 millones de cruzados (8 millones de florines) o su equivalente en azúcar, tabaco y sal; el pago se efectuaría en 16 plazos, cada uno de ellos anual;
- Los ingenios azucareros y las propiedades inmuebles en Brasil se restituirían a sus dueños originales, previa justificación de su posesión por parte de estos;
- Cada parte firmante mantendría el dominio de los asentamientos que estuvieran bajo su poder en la fecha de la firma del tratado; las plazas tomadas posteriormente deberían ser devueltas;
- Respeto de la vida, propiedades y cultos religiosos de los súbditos de ambas partes firmantes;
- Si surgieran desavenencias o guerra entre ambos países, los ciudadanos extranjeros residentes en territorio del país contrario tendrían dos años para salir del mismo;
- Las Provincias Unidas podrían hacer comercio libremente en África, Portugal y Brasil, con cualquier tipo de mercancías excepto el palo brasil; el pago de las tasas de aduana sería único en todo el territorio portugués;
- Liberación de los prisioneros tomados durante la guerra;
- Intercambio de misiones diplomáticas; los pleitos legales entre ciudadanos o empresas de distintos países se dirimirían en presencia del magistrado local y del cónsul extranjero;
- No se permitiría la entrada en los puertos portugueses de flotas neerlandesas mayores de 6 naves  sin licencia de las autoridades locales, salvo causa de naufragio o extrema necesidad.

El tratado sería ratificado por Portugal el 24 de mayo de 1662 y por los Estados Generales el 3 de noviembre del mismo año.